# Козя Река
Ко́зя Река́ (болг. Козя река) — село у Великотирновській області Болгарії. Входить до складу общини Єлена.

## Населення
За даними перепису населення 2011 року у селі проживали 20 осіб, з них 17 осіб (89,5%) — турки.
Розподіл населення за віком у 2011 році:
Динаміка населення: